# Fluvicola
Fluvicola – rodzaj ptaków z podrodziny wodopławików (Fluvicolinae) w rodzinie tyrankowatych (Tyrannidae).

## Zasięg występowania
Rodzaj obejmuje gatunki występujące w Ameryce Południowej i Środkowej.

## Morfologia
Długość ciała 12,5–15 cm, masa ciała 11–16 g.

## Systematyka

### Etymologia
Fluvicola: łac. fluvius, fluvii „rzeka”, od fluere „płynąć”; -cola „mieszkaniec”, od colere „mieszkać”.

### Podział systematyczny
Do rodzaju należą następujące gatunki:
- Fluvicola nengeta (Linnaeus, 1766) – wodopławik białorzytkowy
- Fluvicola pica (Boddaert, 1783) – wodopławik srokaty
- Fluvicola albiventer (von Spix, 1825) – wodopławik czarnogrzbiety